# Holoaden bradei
Holoaden bradei é uma espécie de anfíbio  da família Leptodactylidae.
É endémica do Brasil.
Os seus habitats naturais são: matagal húmido tropical ou subtropical e campos de altitude subtropicais ou tropicais.
Está ameaçada por perda de habitat.

## Distribuição e população
Espécie endêmica do Brasil, particularmente da Mata Atlântica, nos estados de Minas Gerais e Rio de Janeiro. No Parque Nacional do Itatiaia ocorre acima dos 2 mil metros de altitude, sendo a extensão global de ocorrência de cerca de 19 km².
Os adultos vivem no solo, debaixo de detritos e folhas mortas. Os ovos são postos no solo, entre as folhas. Nenhum indivíduo foi encontrado desde 1979, apesar de buscas direccionadas, pelo que se supõe que existam menos de 50 indivíduos na natureza, ou que esteja extinta.